# Rhys Adrian
Rhys Adrian Griffiths (* 28. Februar 1928 in London; † 8. Februar 1990) war ein britischer Schriftsteller, der vor allem durch seine für das Radio- und Fernsehprogramm der British Broadcasting Corporation (BBC) und Independent Television (ITV) verfassten Hörspiele bekannt wurde und dessen Werke auch für deutsche Fernsehfilme verfilmt wurden.

## Leben
Adrian verließ 1942 die Schule und war danach als Gelegenheitsarbeiter tätig, ehe er nach Ableistung des Militärdienstes in der British Army als Bühnenmanager und Schauspieler an einer kleinen Bühne arbeitete. Danach begann er seine schriftstellerische Tätigkeit mit Kurzgeschichten sowie Hörspiele für Sommerfestivals, Revuen, Pantomimen und West-End-Musicals verfasste. Zu Beginn der 1960er Jahre begann er mit dem Schreiben von Hörspielen für das Radio- und Fernsehprogramm der BBC und ITV. 
Nach seinem Radiohörspieldebüt Betsie (1960) verfasste er in den folgenden dreißig Jahren annähernd dreißig weitere Hörspiele. Mit Big Time (1961) verfasste er unter dem Pseudonym Jimmy McReady zusammen mit Julian Pepper ein Theaterstück, in dem er die Jugendkriminalität der damaligen Zeit sehr glaubhaft darstellte. Durch seine Hörspiele wurde er neben John Mortimer, Harold Pinter, James Saunders und Guy Compton zu einem der gefragtesten Autoren der BBC der 1960er und 1970er Jahre.
Sein Hörspiel Passionate Thinkers (1957) wurde von Marianne de Barde und Hans A. Hammelmann unter Ein leidenschaftlicher Denker (1962) in die deutsche Sprache übersetzt, die auch seine Stücke für das deutsche Fernsehen bearbeiteten wie Der Protest (1964) von Eberhard Itzenplitz mit Alexander Kerst, Gisela Trowe und Walo Lüönd oder Campingplatz (1964) von Gustav Burmester mit Lis Verhoeven, Ernst Jacobi und Joachim Schmiedel.
1964 kam es zur Erstausstrahlung von dem Zwei-Personen-Spiel A Nice Clean Sheet of Paper (1964) mit Donald Wolfit und John Wood. Eine reine Haut (1965), ein Zwei-Personen-Fernsehfilm mit Herbert Fleischmann und Horst Tappert, wurde von Rainer Wolffhardt inszeniert. A Nice Clean Sheet of Paper wurde 1967 von Peter Lilienthal unter dem Titel Unbeschriebenes Blatt (1967) auch für das deutsche Fernsehen inszeniert, und zwar in einer Co-Produktion von NDR und SFB mit Axel Bauer und Heinz Meier. In dem ebenfalls 1967 entstandenen Fernsehfilm Rückfahrt spielten unter der Regie von Willy van Hemert Benno Sterzenbach, Werner Pochath, Sepp Wäsche. 
Im 1969 erschienenen Reclams Hörspielführer von Heinz Schwitzke ist Adrian mit den Stücken Ein leidenschaftlicher Denker und Sonntag, 1. Mai (1966) vertreten.
1971 inszenierte Roger Fritz Zwischen uns beiden mit Helga Anders, Arthur Brauss und Rolf Zacher. In der Radiopremiere Angle (1975) spielten Freddie Jones, Peter Woodthorpe und Gerald Cross mit. Im darauf folgenden Jahr hatte er in BBC 7 mit Buffet (1976) Erfolg, in dem Richard Briers, Cecile Chevreau und Shirley Dixon mit. In The Clerks spielte neben Freddie Jones und Hugh Burden auch wieder Gerald Cross mit. 
In der Premiere Outpatient (1985) spielten Michael Aldridge und Andrew Sachs zwei Männer, die auf ihre regelmäßige Untersuchung in einem Krankenhaus warten, sowie Sylvia Coleridge als eine Patientin, die daran verzweifelt, nicht aufgerufen zu werden, und Margot Boyd die Krankenschwester.
In einem seiner letzten Radiohörspiele Toytown (1987) traten in der Premiere Peter Vaughan und James Grout als zwei subversive Parkwächter auf, die sich nur um ihr eigenes Wohlergehen Sorgen machen, sowie William Fox und Elizabeth Spriggs als deren natürliche Feinde: ein selbstgerechtes, sich beschwerendes Ehepaar. Darüber hinaus spielt Michael Graham Cox einen bestechlichen Polizisten. Zuletzt erschien Upended (1988).

## Veröffentlichungen (Radiohörspiele)
- Passionate Thinkers, 1957
- Betsie, 1960
- A Nice Clean Sheet of Paper, 1964
- Angle, 1975
- Buffet, 1976
- Outpatient, 1985
- Toytown, 1987
- Upended, 1988

in deutscher Sprache
- Ein leidenschaftlicher Denker, Übersetzung durch Marianne de Barde und Hans A. Hammelmann, Hamburg 1962
- Der Karpfen, 1962
- Helen, Edward und Henry, 1966
- Ella, 1967
- Besondere Kennzeichen: keine, 1968

## Filmografie
- 1961: No Licence for Singing
- 1963: Too Old for Donkeys
- 1964: Der Protest
- 1964: Campingplatz
- 1964: I Can Walk Where I Like Can’t I?
- 1965: Between the Two of Us
- 1965: Eine reine Haut
- 1966: Ella
- 1967: Stan’s Day Out
- 1967: Rückfahrt
- 1968: The Drummer and the Bloke
- 1968: Henry the Incredible Bore
- 1971: Zwischen uns beiden
- 1971: The Fox Trot
- 1971: Evelyn
- 1972: Thrills Galore
- 1973: The Withered Arm
- 1974: The Joke
- 1974: The Cafeteria
- 1976: Buffet
- 1979: Getting In On Concorde
- 1982: Passing Through